# Rhyacophila eatoni
Rhyacophila eatoni is een schietmot uit de familie Rhyacophilidae. De soort komt voor in het Palearctisch gebied.